# Eustachio Ignazio Capizzi
Ignazio Eustachio Capizzi (Bronte, 20 settembre 1708 – Palermo, 27 settembre 1783) è stato un presbitero, scrittore e teologo italiano.
Fu proclamato venerabile da papa Pio IX nel 1858.

## Biografia
Di modesti natali (figlio di un allevatore, Placido Capizzi), rimase presto orfano di padre.
Fin dall'età di 11 anni, frequentò nella sua Bronte l'oratorio San Filippo, per poi spostarsi a Caltagirone (dove rimase tre anni) ed in seguito a Lipari.
Nel 1732 si trasferì a Palermo dove, due anni dopo, si avvicinò alla medicina, scienza in cui si dimostrò molto abile nonostante la sua vera vocazione fosse quella religiosa.
Così, poco tempo dopo, abbandonò gli studi scientifici per abbracciare quelli teologici che si conclusero nel 1735 quando conseguì la laurea in teologia al Collegio Massimo di Palermo.
Seguirono poi, alla fine dello stesso anno, la nomina a diacono e il 26 maggio 1736, all'età di 28 anni, l'ordinazione sacerdotale.
Per dieci anni risiedette nella Parrocchia dell'Albergheria di Palermo, dove si dedicò con fervente passione ad opere socialmente e moralmente utili nei confronti dei ceti più disagiati.
Le sue opere di bene fissarono indissolubilmente la sua figura nell'immaginario collettivo siciliano, che ancora oggi fatica a dimenticarsene.

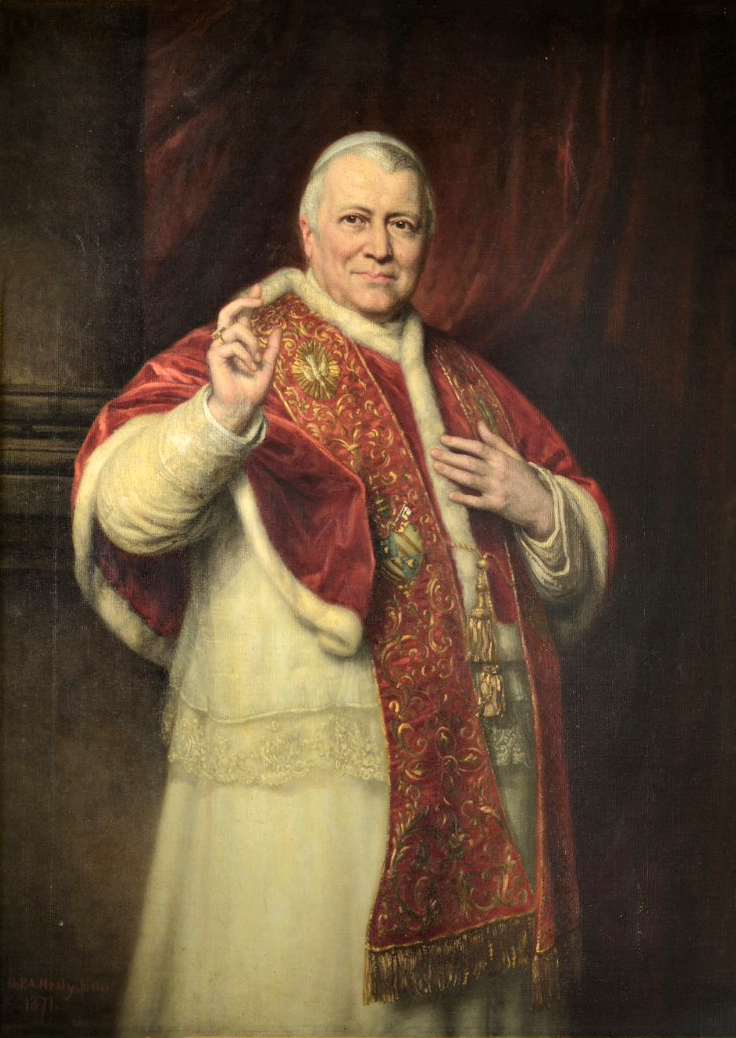
Papa Pio IX, grande estimatore di Capizzi: nel 1858 lo dichiarò venerabile

Negli anni seguenti proseguì la sua opera dedicandosi, in particolare, alla costruzione e all'ampliamento di nuovi istituti e collegi nel territorio palermitano.
Nel 1747 fondò il Collegio delle Vergini di Santa Maria del Carmine, che diresse per i successivi cinque anni, fondandone nel contempo un altro simile nella vicina Vicari.
Dal 1759 al 1766 fu invece direttore del Collegio di Maria della Sapienza alla Magione, che ampliò e restaurò.
Si stabilì poi nel 1769 nell'Oratorio dei Filippini dell'Olivella, dove trascorse gli ultimi tredici anni della sua virtuosa vita.
Durante questo periodò pubblicò numerosi saggi e trattati, dimostrando le sue grandi doti di teologo e di scrittore.
La sua ultima impresa, fu la tanto desiderata costruzione di un Collegio cattolico nella sua città natìa, Bronte. La costruzione durò quattro anni, dal 1774 al 1778, quando i lavori furono ultimati.
Il complesso divenne negli anni a seguire uno dei principali centri culturali dell'isola, con la nomina a Real Collegio Borbonico.
Oggi l'istituto, il Collegio Capizzi, ospita un liceo classico, una nutrita pinacoteca ed anche una ricchissima biblioteca.
Ignazio Capizzi morì nell'Oratorio dei Filippini dell'Olivella a Palermo il 27 settembre 1783, dove fu sepolto.
Due secoli dopo la morte, il suo corpo fu traslato a Bronte, dove dal 17 aprile 1994 riposa nel suo Collegio, nella Chiesa del Sacro Cuore.
Il processo di beatificazione di Capizzi iniziò nel 1793 a Palermo ed a Bronte.
Per le sue virtù teologali e per la sua fervente attività sociale ed apostolica, il 27 maggio 1858 Papa Pio IX lo dichiarò Venerabile.
Lo stesso pontefice lo definì "il San Filippo Neri della Sicilia".
È tuttora in corso il processo per la sua beatificazione.